# 9073 Yoshinori
9073 Yoshinori este un asteroid din centura principală de asteroizi.

## Descriere
9073 Yoshinori este un asteroid din centura principală de asteroizi. A fost descoperit pe 4 martie 1994 la Ōizumi de Takao Kobayashi. El prezintă o orbită caracterizată de o semiaxă mare de 2,27 ua, o excentricitate de 0,12 și o înclinație de 6,5° în raport cu ecliptica.